# Luke Berry
Pour les articles homonymes, voir Berry (homonymie).
Luke David Berry, né le 12 juillet 1992 à Cambridge, est un footballeur anglais qui évolue au poste de milieu de terrain à Luton Town.

## Biographie
Né à Cambridge, Berry signe son premier contrat professionnel avec Cambridge United. 
Le 29 juillet 2014, il rejoint Barnsley.
Le 15 juillet 2015, il signe à nouveau à Cambridge United.
Le 25 août 2017, il rejoint Luton Town.

## Palmarès

### En club
- Cambridge United
  - Vainqueur de la FA Trophy en 2014

- Luton Town
  - Champion d'Angleterre de troisième division en 2019.

### Distinctions personnelles
- Membre de l'équipe type de League Two en 2017 et 2018.